# St. Wendelin (Feuerthal)

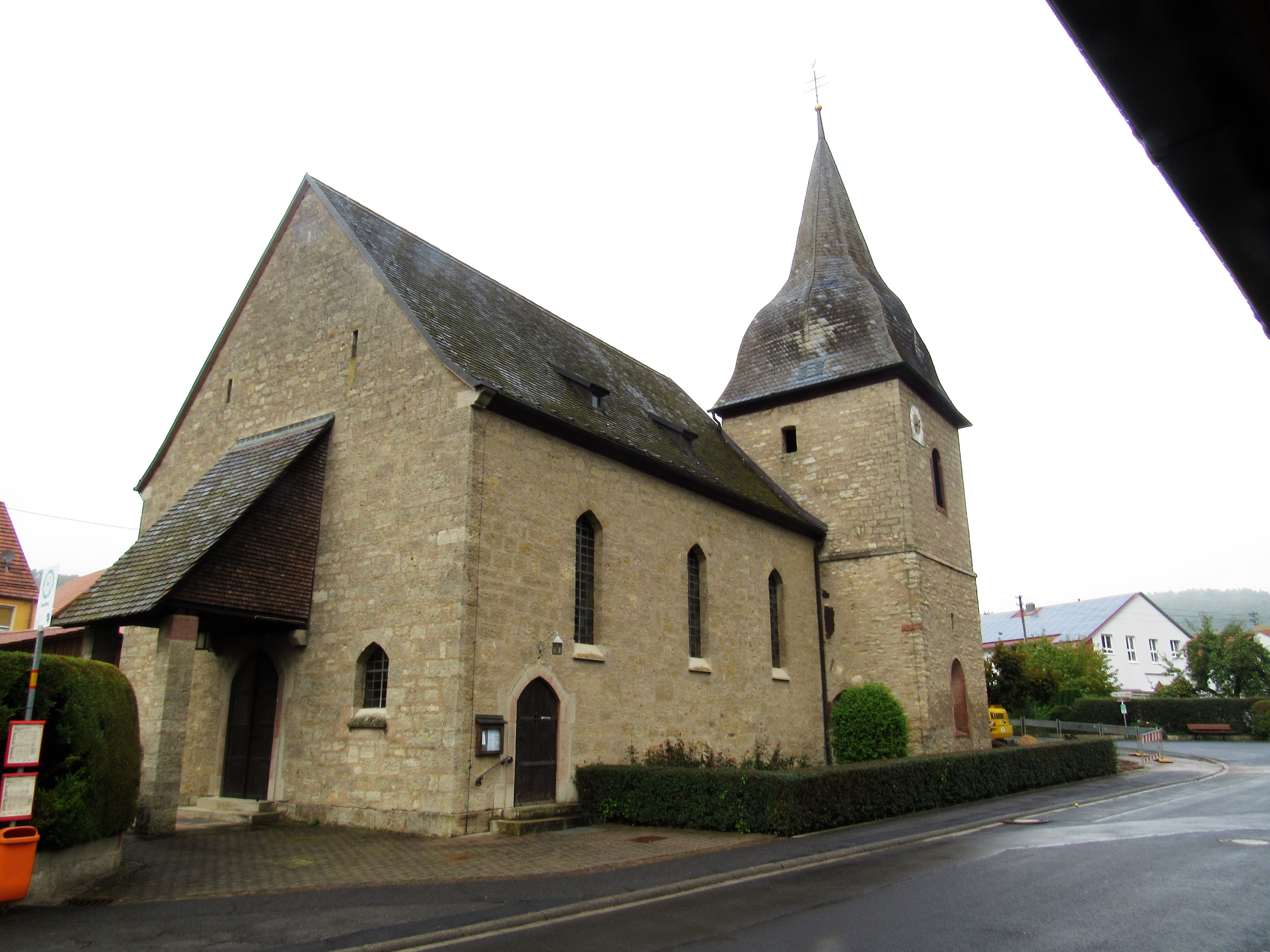
Kirche von Feuerthal

Die römisch-katholische Pfarrkirche St. Wendelin ist die Dorfkirche von Feuerthal, einem Stadtteil von Hammelburg im unterfränkischen Landkreis Bad Kissingen. Sie gehört zu den Baudenkmälern von Hammelburg und ist unter der Nummer D-6-72-127-106 in der bayerischen Denkmalliste registriert.

## Geschichte
Die Kirche entstand um die Mitte des 13. Jahrhunderts. Von ihr sind noch der massige Kirchturm und der Chor erhalten. Die Sakristei ist späteren Datums. Das Langhaus wurden durch den Architekten Fritz Fuchsenberger in den Jahren 1928 bis 1935 erbaut.

## Beschreibung
Das Langhaus mit drei Fensterachsen ist flachgedeckt. Der östliche Chor besitzt ein Sterngewölbe und zwei Fenster. Der zweigeschossige Kirchturm
befindet sich an der Südseite.

## Ausstattung
Die Kirche enthält von der alten Inneneinrichtung nur noch die Kanzel im Rokokostil mit den vier Evangelisten. Am rechten Seitenaltar sieht man unter Rosenranken eine weiße Figur des hl. Wendelin mit Vergoldung und vergoldeten Tieren, am linken Seitenaltar die ebenfalls weiße hl. Maria mit dem Kind. In den Fenstern des Chores sind St. Agnes mit dem Lamm und Bruder Konrad dargestellt.

## Geläut
Das beachtliche Geläut aus fünf Glocken ist das Ergebnis einer Umgestaltung im Jahr 1934 und wurde am 31. März 1935 geweiht. Die 1934 gegossenen Glocken sind Werke der Glockengießerei F. Otto in Hemelingen / Bremen. Diese hatte lt. einer Lieferliste aus den Jahren 1930–32 schon vorher eine Glocke für die Wendelinus-Kirche geliefert: Schlagton cis, Durchmesser 774 mm, Gewicht 280 kg.
| Nr. | Name         | Schlagton | Inschrift | Gussj. | Gewicht | Durchm. |
| --- | ------------ | --------- | --- | ------ | ------- | ------- |
| 1   | Christkönig  | fis′      | Christus König / Den im Krieg gefallenen Helden will des Volkes Dank ich melden (mit Namen von Amtsträgern)                 | 1934   | 1200 kg | 114 cm  |
| 2   | Wendelinus   | a′        | Für Haus und Feld des Himmels Segen durch Gott mög’ St. Wendelinus geben. Ein Gebet sei jeder Ton zu unserem hl. Ortspatron | 1934   | 700 kg  | 95 cm   |
| 3   | Muttergottes | h′        | Ave Maria gratia plena Dominus tecum bendicta                                                                               | 1515   | 375 kg  | 86 cm   |
| 4   | Sebastianus  | cis″      | In honorem St. Wendelini fusa est in aere infirmorum clientum in Feuerthal                                                  | 1751   | 350 kg  | 77 cm   |
| 5   | Schutzengel  | d″        | Sancte Angele Custos ora pro nobis in Wirtzburg gegossen                                                                    | 1661   | 210 kg  | 72 cm   |

## Hinweise
1. ↑   Die Auflistung unter www.saalekreuz.de ist nicht vollständig.
2. ↑  Gerhard Reinhold: Otto-Glocken. Familien- und Firmengeschichte der Glockengießerdynastie Otto. Selbstverlag, Essen 2019, ISBN 978-3-00-063109-2, S. 588, insbesondere Seiten 534, 541.
3. ↑  Gerhard Reinhold: Kirchenglocken – christliches Weltkulturerbe, dargestellt am Beispiel der Glockengießer Otto, Hemelingen/Bremen. Nijmegen/NL 2019, S. 556, insbesondere S. 494, 500, urn:nbn:nl:ui:22-2066/204770 (Dissertation an der Radboud Universiteit Nijmegen).
4. ↑   Die Glocke ist umbenannt worden.

Koordinaten: 50° 8′ 53,5″ N, 9° 56′ 7,1″ O